# 神勇飛虎霸王花
《神勇飛虎霸王花》（英語：The Inspector Wears Skirts II）是1989年香港喜劇動作片，由錢昇瑋導演，胡慧中、吳君如、惠英紅、羅美薇、梁韻蕊、簡慧真、葉子楣、陳佩珊、劉玉婷、戴蘊慧主演，《霸王花》系列續集。

## 角色
- 胡慧中 飾 Madam 胡
- 吳君如 飾 Amy
- 惠英紅 飾 May
- 羅美薇
- 梁韻蕊
- 簡慧真
- 葉子楣 飾 Susanna
- 陳佩珊
- 劉玉婷
- 戴蘊慧
- 馮淬帆 飾 簡某人
- 樓南光 飾 阿南
- 黃錦燊
- 董驃
- 張華
- 蔣榮法
- 許冠英
- 盧惠光

## 外部連結
- 香港影庫上《神勇飛虎霸王花》的資料（繁體中文）
- 豆瓣电影上《神勇飛虎霸王花》的資料 （简体中文）
- 时光网上《神勇飛虎霸王花》的資料（简体中文）
- 互联网电影数据库（IMDb）上《神勇飛虎霸王花》的资料（英文）